# Zarqa
Zarqa (arabisch الزرقاء az-Zarqāʾ, lokal auch ez-Zergā oder ez-Zer'a, deutsch manchmal auch Zarka oder Zerqa, übersetzt „Die Blaue“) ist eine Stadt in Jordanien, unmittelbar nordöstlich von Amman gelegen. Sie hat etwa 635.160 Einwohner (Volkszählung 2015). Zarqa ist Hauptstadt des gleichnamigen Gouvernements Zarqa.

## Bevölkerungsentwicklung
| Jahr | Einwohner |
| ---- | --------- |
| 1903 | 01.000    |
| 1928 | 06.000    |
| 1952 | 028.456   |
| 2004 | 450.102   |
| 2015 | 635.160   |

## Wirtschaft
Zarqa ist das industrielle Zentrum Jordaniens (50 % der jordanischen Industrie sind in der Stadt angesiedelt). Dies ist vor allem der Nähe der Stadt zur Hauptstadt Amman bei gleichzeitig günstigen Bodenpreisen zu verdanken.

### Kernkraftwerk
Im Oktober 2013 gab der Vorsitzende der jordanischen Atomenergiekommission, Khaled Toukan, den Bau eines Kernkraftwerks mit zwei Reaktorblöcken und einer Gesamtleistung von rund zwei Gigawatt in der Wüste unweit der Industriezone Zarqa bekannt. Der erste Meiler sollte 2020 in Betrieb genommen werden, die Baukosten 10 Mrd. US-Dollar betragen. Auftraggeber, Betreiber, strategischer Partner und Investor soll der russische Konzern Atomstroiexport sein. Die jordanische Regierung sollte 51 Prozent und der russische Partner 49 Prozent der Anteile halten, das entsprechende Abkommen 2016 unterzeichnet werden.

## Geschichte
Der Name Zarqa wurde einer breiten Öffentlichkeit zum ersten Mal durch die fast zeitgleiche Entführung dreier Flugzeuge der Swissair, der TWA und der BOAC am 6. September 1970 durch die Volksfront zur Befreiung Palästinas bekannt. Alle drei mussten auf dem stillgelegten Flugfeld Dawson’s Field nahe Zarqa landen. Dieses wurde von den Palästinensern „Flugplatz der Revolution“ genannt. Es entwickelte sich ein zermürbender Nervenkrieg um die Freilassung der Geiseln im Austausch für inhaftierte palästinensische Terroristen, unter anderen jene, die wegen des Attentats in Kloten vom 18. Februar 1969 in der Schweiz im Gefängnis saßen. Letztlich kamen alle Geiseln unversehrt frei, die Flugzeuge wurden gesprengt. Die Ereignisse gipfelten dann im so genannten „Schwarzen September“.

## Bildung und Forschung
Zarqa hat insgesamt 3 Hochschulen.
- Haschemitische Universität
- Technische Universität al-Balqa'
- Universität Zarqa

## Sportvereine
- Caucasian Sportsverein
- Zarqa Sportsverein

## Persönlichkeiten
- Abū Musʿab az-Zarqāwī (1966–2006), islamischer Fundamentalist und Mitglied der Terrororganisation al-Qaida im Irak
- Taghreed Hikmat (* 1945), Juristin
- Ibrahim Sadeh (* 2000), Fußballspieler